# Bursera littoralis
Bursera littoralis är en tvåhjärtbladig växtart som beskrevs av León de la Luz & Perez Navarro. Bursera littoralis ingår i släktet Bursera och familjen Burseraceae. Inga underarter finns listade i Catalogue of Life.